# Space Tourists
Space Tourists ist ein Kinodokumentarfilm des Schweizer Regisseurs Christian Frei. Er begleitet Weltraumtouristen bei ihren Vorbereitungen ins All und zeigt Schrottsammler in der kasachischen Steppe auf der Suche nach den hochwertigen Raketenstufen. Der Film feierte seine Premiere am Zurich Film Festival 2009 und gewann am Sundance Film Festival 2010 den «World Cinema Directing Award».

## Inhalt
Der Film begleitet die erste Weltraumtouristin, die amerikanisch-iranische Doppelbürgerin Anousheh Ansari, bei den Vorbereitungen für den Flug ins Weltall. Die Reise kostet sie 20 Millionen Dollar. Im All hatte Ansari selber Videos aufgenommen, die im Film zu sehen sind und vom beinahe unspektakulären Alltag in der Schwerelosigkeit auf der Internationalen Raumstation erzählen.
Der Film kontrastiert die Welt dieser schwerreichen Weltraum-Touristin mit derjenigen von Raketenschrottsammlern, die in der kasachischen Steppe unter gefährlichen Bedingungen darauf warten, bis die Raketenstufen nach dem Start vom Himmel fallen. Diese sind aus hochwertigsten, aber auch giftigen, Materialien und lassen sich weiterverkaufen. Auch der Magnum-Fotograf Jonas Bendiksen kommt zu Wort, der diese Schrottsammler am Rande der früheren Sowjetunion bereits seit Jahren immer wieder porträtiert.
Humorvoll beleuchtet der Film das Thema des Weltraumtourismus von verschiedenen Seiten, so beobachtet er beispielsweise Charles Simonyi, Hauptentwickler von Word und Excel, beim Space-Training und beim Degustieren von weltraumtauglicher Nahrung. Und er begleitet den rumänischen Weltraum-Enthusiasten Dumitru Popescu, der beim Wettbewerb Google Lunar X-Prize mitmacht, der von der X-Prize Foundation ausgeschrieben wurde. Diese Stiftung wiederum wurde von Anousheh Ansari ins Leben gerufen.
Mit atemberaubenden Bildern bietet der Film nicht nur Einblick in die moderne Raumfahrt, sondern er ist gleichzeitig eine poetische Liebeserklärung an die Erde.

## Kritiken
„Christian Frei darf so nah an die Raumfahrer heran wie niemand vor ihm. Dem Schweizer Dokumentarfilmer gelingen nie gesehene Aufnahmen. Eine beeindruckende Collage in poetischen Bildern voller Weite und Schönheit.“

„So kurios im Detail, so ernsthaft ist Christian Freis Film im Grundsätzlichen. Mit Space Tourists zeigt er am konkreten Beispiel die Ambivalenzen und Widersprüchlichkeiten einer globalen Welt mit superreichen Weltraum-Touristen auf der einen und bitterarmen kasachischen Bauern auf der anderen Seite, die sich beim Hantieren mit hochgiftig konterminiertem Weltraumschrott ihre Gesundheit ruinieren.“

„Space Tourists zeigt das neue Phänomen Weltraumtourismus nicht als blosse Science Fiction, sondern als ein Zeichen unserer Zeit. Seine Protagonisten könnten unterschiedlicher nicht sein. Doch wie schon bei seinem Portrait des Kriegsfotografen James Nachtwey im oscarnominierten Dokumentarfilm War Photographer (CH 2001), gelingt es Christian Frei, ein differenziertes Bild aller Hauptakteure zu schaffen.“

„Unaufdringlich und ohne jede vordergründig moralische Wertung gelingt es Christian Frei in diesem virtuos montierten Dokumentarfilm, in spektakulären Bildern die Folgen einer entfesselten Technologiegläubigkeit vor Augen zu führen und dabei die Grundtugend des Kinos keinen Moment lang aus den Augen zu verlieren: zu unterhalten.“

## Auszeichnungen
- DOC: The Documentary Channel 2012: Jury-Preis «Best of Doc»
- Cervino Cine Mountain International Mountain Film Festival 2011: Miglior Grand Prix dei Festival 2011
- Beldocs Belgrad 2010: Best Photography Award
- Berg- und Abenteuerfilmfestival Graz 2010: Grand Prix Documentary Feature
- Regio Fun Film Festival Katowice 2010: 2nd Award Documentary Film Competition
- European Documentary Film Festival Oslo 2010: Eurodok Award
- Sundance Film Festival Park City 2010: Regiepreis
- EBS International Documentary Film Festival Seoul 2010: Spezialpreis der Jury
- Hot Docs Canadian International Documentary Festival Toronto 2010: Spezial-Vorführung
- Schweizer Filmpreis 2010: Nominiert für den Schweizer Filmpreis Quartz in der Kategorie «Bester Dokumentarfilm»
- International Documentary Film Festival Amsterdam IDFA 2009: Official Selection